# Bezirk Wiener Neustadt-Land
Der Bezirk Wiener Neustadt bzw. in älterer Form Wiener Neustadt-Land ist ein Verwaltungsbezirk des Landes Niederösterreich.
Der Sitz der Bezirkshauptmannschaft ist in der Statutarstadt Wiener Neustadt, Außenstellen befinden sich in Gutenstein und Kirchschlag in der Buckligen Welt.

## Geschichte
Wie die meisten niederösterreichischen Bezirke entstand der Bezirk Wiener Neustadt 1868. Im Zuge einer umfassenden Gebietsreform im Industrieviertel 1896 gab er das Gebiet des damaligen Gerichtsbezirks Ebreichsdorf ab, erhielt aber die Gerichtsbezirke Aspang und Kirchschlag (RGBl. 202/1896). Aspang wurde später wieder an den Bezirk Neunkirchen rückgegliedert.

### Bezirkshauptleute
Bis zum Ende der Monarchie war die Amtsbezeichnung k. k. Bezirkshauptmann bzw. von 1854 bis 1868 k. k. Bezirksvorsteher, seitdem Bezirkshauptmann; während des „Anschlusses“ an Deutschland (1938–1945) Landrat.
- 1850–1851: Johann Killinger (1797–1851)
- 1852–1884: Anton Schrattenbach (1805–1884)
- 1854–1867: Friedrich Freiherr von Stiebar (1813–1874)
- 1867–1868: Alfred Edler von Kodolitsch (1820–1874)
- 1868–1875: Franz Ritter von Nadherny (1814–1875)
- 1876–1884: Franz Freiherr von Krauss (1837–1919)
- 1885:–0000 Ladislaus Haas von Bilgen (1840–1885)
- 1885–1888: Ludwig Graf Marenzi (1853–1935)
- 1888–1894: Manfred von Clary und Aldringen (1852–1928)
- 1894–1912: Rudolph Ritter von Stahl (1854–1928)
- 1912–1916: Wilhelm Karl Ritter von Hammer-Polhau (1858–1928)
- 1916–1919: Maximilian Graf MacCaffry of Kean More (1867–1936)
- 1919–1930: Felix Batsy (1877–1952)
- 1930–1938: Norbert Baumer (1887–?)
- 1938–1945: Ferdinand Pauler (1909–?)
- 1945–1964: Ludwig Mohr (1899–1983)
- 1965–1973: Hermann Gasteiner (1917–1994)
- 1973–1980: Rudolf Pongracz (1915–1993)
- 1981–2001: Herbert Marady (* 1941)
- 2001–2006: Heinz Zimper (* 1955)[2]
- 2006–2011: Philipp Enzinger (* 1965)
- 2011–2014: Andreas Strobl[3][4]
- 2015–2018: Ernst Anzeletti
- 2018–heute: Markus Sauer

## Geografie
Er liegt etwa 50 Kilometer südlich von Wien an der Grenze zum Burgenland und zur Steiermark. Er hat Anteil sowohl an den Gutensteiner Alpen als auch am Steinfeld und an der Buckligen Welt. Der Bezirk besteht aus zwei ähnlich großen isolierten Gebieten, nämlich einem nordwestlichen und einen südlichen Teil, die geografisch erst über die Statutarstadt Wiener Neustadt miteinander verbunden werden.

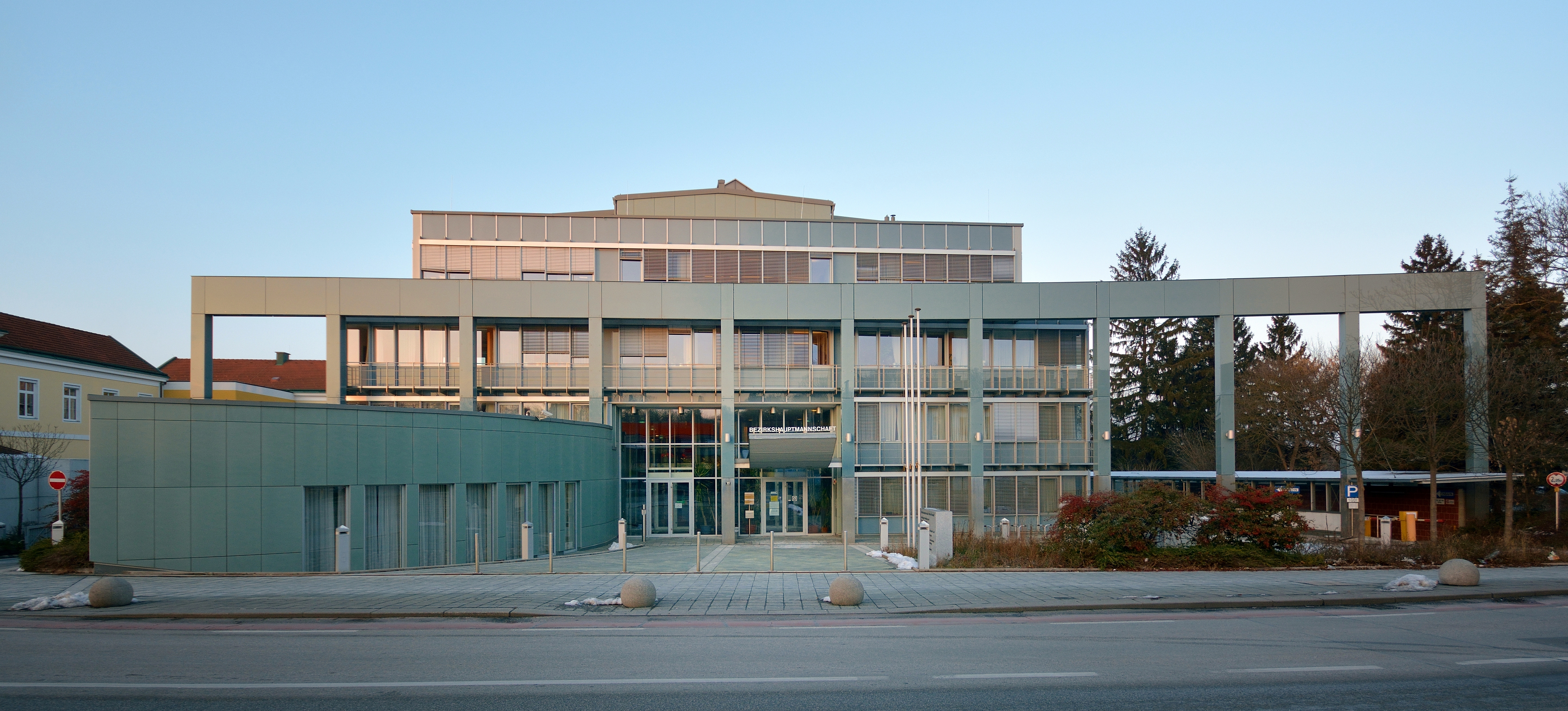
Bezirkshauptmannschaft Wiener Neustadt

Er liegt im Industrieviertel und ist auch in der Raumplanung der Hauptregion Industrieviertel zugeordnet.

### Nachbarbezirke
|                    | Bezirk Baden                                | Bezirk Eisenstadt-Umgebung (Bgl)                      |
| Bezirk Lilienfeld  | Kompassrose, die auf Nachbargemeinden zeigt | Bezirk Mattersburg (Bgl), Bezirk Oberpullendorf (Bgl) |
| Bezirk Neunkirchen | Bezirk Hartberg-Fürstenfeld (Stmk)          | Bezirk Oberwart (Bgl)                                 |

Die Statutarstadt  Wiener Neustadt  befindet sich beinahe mittig  –  deshalb ist sie in obiger Darstellung mit der mittigen Grafik nicht enthalten.

## Angehörige Gemeinden

Gemeinden des Bezirks Wiener Neustadt

Die Grenzen des politischen Bezirkes Wiener Neustadt sind deckungsgleich mit dem Gerichtsbezirk Wiener Neustadt. Allerdings gehört die Stadt Wiener Neustadt selbst ebenfalls zum Gerichtsbezirk.
Der Bezirk umfasst 35 Gemeinden, darunter zwei Städte und 19 Marktgemeinden, und hat eine Fläche von 969,84 km². Sitz, aber nicht Teil des Bezirks, ist Wiener Neustadt.
Regionen in der Tabelle sind Kleinregionen in Niederösterreich
| Gemeinde                          | Lage | Ew    | km²    | Ew / km² | Gerichtsbezirk  | Region         | Typ             | Metadaten         |
| --------------------------------- | ---- | ----- | ------ | -------- | --------------- | -------------- | --------------- | ----------------- |
| Bad Erlach                        |      | 3.259 | 9,17   | 356      | Wiener Neustadt | Bucklige Welt  | Markt- gemeinde | Gem.Kennz.: 32306 |
| Bad Fischau-Brunn                 |      | 3.525 | 20,59  | 171      | Wiener Neustadt | Schneebergland | Markt- gemeinde | Gem.Kennz.: 32301 |
| Bad Schönau                       |      | 753   | 13,59  | 55       | Wiener Neustadt | Bucklige Welt  | Gemeinde        | Gem.Kennz.: 32302 |
| Bromberg                          |      | 1.158 | 30,89  | 37       | Wiener Neustadt | Bucklige Welt  | Markt- gemeinde | Gem.Kennz.: 32325 |
| Ebenfurth                         |      | 3.134 | 23,58  | 133      | Wiener Neustadt | -              | Stadt- gemeinde | Gem.Kennz.: 32304 |
| Eggendorf                         |      | 5.046 | 20,58  | 245      | Wiener Neustadt | Steinfeld      | Gemeinde        | Gem.Kennz.: 32305 |
| Felixdorf                         |      | 4.577 | 2,54   | 1801     | Wiener Neustadt | Steinfeld      | Markt- gemeinde | Gem.Kennz.: 32307 |
| Gutenstein                        |      | 1.268 | 104,20 | 12       | Wiener Neustadt | Schneebergland | Markt- gemeinde | Gem.Kennz.: 32308 |
| Hochneukirchen-Gschaidt           |      | 1.646 | 35,13  | 47       | Wiener Neustadt | Bucklige Welt  | Markt- gemeinde | Gem.Kennz.: 32309 |
| Hochwolkersdorf                   |      | 980   | 23,54  | 42       | Wiener Neustadt | Bucklige Welt  | Gemeinde        | Gem.Kennz.: 32310 |
| Hohe Wand                         |      | 1.476 | 24,60  | 60       | Wiener Neustadt | Schneebergland | Gemeinde        | Gem.Kennz.: 32311 |
| Hollenthon                        |      | 1.002 | 23,80  | 42       | Wiener Neustadt | Bucklige Welt  | Gemeinde        | Gem.Kennz.: 32312 |
| Katzelsdorf                       |      | 3.196 | 16,26  | 197      | Wiener Neustadt | Bucklige Welt  | Gemeinde        | Gem.Kennz.: 32313 |
| Kirchschlag in der Buckligen Welt |      | 2.776 | 57,97  | 48       | Wiener Neustadt | Bucklige Welt  | Stadt- gemeinde | Gem.Kennz.: 32314 |
| Krumbach                          |      | 2.390 | 43,91  | 54       | Wiener Neustadt | Bucklige Welt  | Markt- gemeinde | Gem.Kennz.: 32315 |
| Lanzenkirchen                     |      | 4.387 | 29,84  | 147      | Wiener Neustadt | Bucklige Welt  | Markt- gemeinde | Gem.Kennz.: 32316 |
| Lichtenegg                        |      | 1.054 | 35,40  | 30       | Wiener Neustadt | Bucklige Welt  | Gemeinde        | Gem.Kennz.: 32317 |
| Lichtenwörth                      |      | 2.962 | 22,92  | 129      | Wiener Neustadt | -              | Markt- gemeinde | Gem.Kennz.: 32318 |
| Markt Piesting                    |      | 3.139 | 18,19  | 173      | Wiener Neustadt | Schneebergland | Markt- gemeinde | Gem.Kennz.: 32319 |
| Matzendorf-Hölles                 |      | 2.137 | 14,07  | 152      | Wiener Neustadt | -              | Gemeinde        | Gem.Kennz.: 32320 |
| Miesenbach                        |      | 647   | 34,11  | 19       | Wiener Neustadt | Schneebergland | Gemeinde        | Gem.Kennz.: 32321 |
| Muggendorf                        |      | 506   | 50,96  | 9,9      | Wiener Neustadt | Schneebergland | Gemeinde        | Gem.Kennz.: 32322 |
| Pernitz                           |      | 2.523 | 16,59  | 152      | Wiener Neustadt | Schneebergland | Markt- gemeinde | Gem.Kennz.: 32323 |
| Rohr im Gebirge                   |      | 421   | 80,60  | 5,2      | Wiener Neustadt | Schneebergland | Gemeinde        | Gem.Kennz.: 32324 |
| Schwarzenbach                     |      | 949   | 22,32  | 43       | Wiener Neustadt | Bucklige Welt  | Markt- gemeinde | Gem.Kennz.: 32326 |
| Sollenau                          |      | 5.455 | 10,75  | 507      | Wiener Neustadt | Steinfeld      | Markt- gemeinde | Gem.Kennz.: 32327 |
| Theresienfeld                     |      | 4.218 | 11,44  | 369      | Wiener Neustadt | Steinfeld      | Markt- gemeinde | Gem.Kennz.: 32330 |
| Waidmannsfeld                     |      | 1.483 | 21,39  | 69       | Wiener Neustadt | Schneebergland | Gemeinde        | Gem.Kennz.: 32331 |
| Waldegg                           |      | 2.008 | 35,73  | 56       | Wiener Neustadt | Schneebergland | Markt- gemeinde | Gem.Kennz.: 32332 |
| Walpersbach                       |      | 1.235 | 16,46  | 75       | Wiener Neustadt | Bucklige Welt  | Gemeinde        | Gem.Kennz.: 32333 |
| Weikersdorf am Steinfelde         |      | 1.112 | 14,22  | 78       | Wiener Neustadt | -              | Gemeinde        | Gem.Kennz.: 32334 |
| Wiesmath                          |      | 1.541 | 38,48  | 40       | Wiener Neustadt | Bucklige Welt  | Markt- gemeinde | Gem.Kennz.: 32335 |
| Winzendorf-Muthmannsdorf          |      | 1.869 | 16,16  | 116      | Wiener Neustadt | Schneebergland | Markt- gemeinde | Gem.Kennz.: 32336 |
| Wöllersdorf-Steinabrückl          |      | 5.006 | 14,53  | 344      | Wiener Neustadt | -              | Markt- gemeinde | Gem.Kennz.: 32337 |
| Zillingdorf                       |      | 2.120 | 15,34  | 138      | Wiener Neustadt | -              | Markt- gemeinde | Gem.Kennz.: 32338 |

### Gemeindeänderungen seit 1945
- 1954 Umbenennung der Gemeinde Schönau im Gebirge in Bad Schönau[5]
- 1. Jänner 1967: Auflösung der Gemeinden Dürnbach und Waldegg – Zusammenschluss zur Gemeinde Waldegg
- 1. Jänner 1969: Auflösung der Gemeinden Bad Fischau und Brunn an der Schneebergbahn – Zusammenschluss zur Gemeinde Bad Fischau-Brunn
- 1. Jänner 1970: Auflösung der Gemeinden Oberpiesting und Waldegg – Zusammenschluss zur Gemeinde Waldegg
- 1. Jänner 1970: Auflösung der Gemeinden Muthmannsdorf und Winzendorf – Zusammenschluss zur Gemeinde Winzendorf-Muthmannsdorf
- 1. Jänner 1971: Auflösung der Gemeinden Gschaidt und Hochneukirchen – Zusammenschluss zur Gemeinde Hochneukirchen-Gschaidt
- 1. Jänner 1971: Auflösung der Gemeinden Maiersdorf und Stollhof – Zusammenschluss zur Gemeinde Hohe Wand
- 1. Jänner 1971: Auflösung der Gemeinden Aigen, Kirchschlag in der Buckligen Welt, Lembach und Ungerbach – Zusammenschluss zur Gemeinde Kirchschlag in der Buckligen Welt
- 1. Jänner 1971: Auflösung der Gemeinden Hölles und Matzendorf – Zusammenschluss zur Gemeinde Matzendorf-Hölles
- 1. Jänner 1972: Auflösung der Gemeinden Kirchschlag in der Buckligen Welt und Stang – Zusammenschluss zur Gemeinde Kirchschlag in der Buckligen Welt
- 1. Jänner 1972: Auflösung der Gemeinden Steinabrückl und Wöllersdorf – Zusammenschluss zur Gemeinde Wöllersdorf-Steinabrückl
- 20. November 1973: Umbenennung der Gemeinde Schlatten in Bromberg
- 1. Jänner 1975: Auflösung der Gemeinden Dreistetten und Markt Piesting – Zusammenschluss zur Gemeinde Markt Piesting
- 23. März 2007: Umbenennung der Gemeinde Erlach in Bad Erlach[6]

## Anmerkung
1. ↑  Diese Form wird wegen der leichteren Unterscheidbarkeit zur Statutarstadt lemmatisch beibehalten.

Koordinaten: 47° 54′ N, 16° 15′ O